# برینک استیونس
برینک استیونس (انگلیسی: Brinke Stevens؛ زادهٔ ۲۰ سپتامبر ۱۹۵۴) بازیگر، نویسنده و فیلم‌نامه‌نویس اهل ایالات متحده آمریکا است.
او دانش‌آموختهٔ رشتهٔ زیست‌شناسی و روان‌شناسی در دانشگاه ایالتی سن‌دیگو (مقطع لیسانس) و همچنین زیست‌شناسی دریایی در مؤسسه اقیانوس‌نگاری اسکریپس (فوق‌لیسانس) است.
از فیلم‌ها یا برنامه‌های تلویزیونی که وی در آن نقش داشته‌است، می‌توان به مدرسه خصوصی، امانوئل ۴، آیین، مادر، سه رفیق، امینس هیل و این اسپینال تپ است اشاره کرد.